# Эмальпосуда (завод, Гомель)
Гомельский завод «Эмальпосуда» (в 2000—2014 годах — ОАО «Сантэп»; бел. Гомельскі завод «Эмальпо́суд») — белорусское предприятие, располагавшееся в Гомеле. Производило чугунные санитарно-технические изделия и эмалированную посуду. Ликвидировано в 2014 году.

## История
В 1925 году в Гомеле была создана промышленная артель «Молот». В начале 1950-х годов предприятие приступило к производству эмалированной посуды. В 1956 году преобразована в Гомельский металлозавод Белорусского республиканского треста металлообрабатывающей промышленности Министерства местной и топливной промышленности БССР. В 1957 году завод перешёл в подчинение Гомельского совнархоза, в 1963 году передан в подчинение Совета народного хозяйства БССР и преобразован в Гомельский завод сантехоборудования. С 1965 года — в подчинении Министерства местной промышленности БССР. В 1977 году преобразован в Гомельское областное производственное объединение «Белэмальпосуда» или «Эмальпосуда». В 1994 году передан в состав концерна «Белместпром», в 2000 году преобразован в открытое акционерное общество «Сантэп», в 2006 году в связи с упразднением «Белместпрома» передан в подчинение Министерству промышленности Республики Беларусь. Доля государства в уставном фонде составляла 99 %. Предприятие было крупнейшим производителем эмалированной посуды в Республике Беларусь и к началу 2010-х годов оставалось последним производителем этих изделий в республике после прекращения их производства борисовским заводом «Металлист» и слуцким заводом «Эмальпосуда».
В 2007 году было начато дело о банкротстве предприятия, был установлен двухмесячный защитный период. В 2011 году судом было открыто ликвидационное производство, которое завершилось к 2014 году. 23 апреля 2014 года ОАО «Сантэп» было ликвидировано.
В 2015 году в бывшем литейном цехе предприятия открылся торговый центр «Мандарин Плаза», являвшийся крупнейшим в Гомельской области. Часть производственных мощностей выкупила компания СЗАО «Завод Сантэкс», ранее сотрудничавшая с заводом, которая организовала производство некоторых изделий схожего профиля.